# IC 1987/4
IC 1987/4 је галаксија у сазвијежђу Мрежица која се налази на листи објеката дубоког неба у Индекс каталогу.
Деклинација објекта је - 55° 3' 12" а ректасцензија 3h 40m 12,0s. Привидна величина (магнитуда) објекта IC 1987 износи 15,8 а фотографска магнитуда 16,8. IC 19874 је још познат и под ознакама ESO 156-4.